# Mistrzostwa Świata w Netballu 1979
Mistrzostwa Świata w Netballu 1979 – V edycja MŚ w netballu, która odbyła się w stolicy Trynidadu i Tobago, Port-of-Spain. Udział brało 19 drużyn. Pierwsze miejsce zajęły ex aequo Australia, Nowa Zelandia i Trynidad i Tobago.

## Zestawienie końcowe drużyn
| Miejsce | Drużyna                          |
| ------- | -------------------------------- |
| =       | Australia                        |
| =       | Nowa Zelandia                    |
| =       | Trynidad i Tobago                |
| 4       | Anglia                           |
| 5       | Jamajka                          |
| 6=      | Saint Christopher-Nevis-Anguilla |
| 6=      | Walia                            |
| 8       | Barbados                         |
| 9       | Szkocja                          |
| 10      | Irlandia                         |
| 11      | Kanada                           |
| 12      | Antigua i Barbuda                |
| 13=     | Saint Lucia                      |
| 13=     | Uganda                           |
| 15      | Grenada                          |
| 16      | Saint Vincent i Grenadyny        |
| 17      | Irlandia Północna                |
| 18      | Bahamy                           |
| 19      | Bermudy                          |